# John Bright (guionista)
|  | No s'ha de confondre amb John Bright (dissenyador de vestuari). |

|  | Per a altres significats, vegeu «John Bright (desambiguació)». |

John Milton Bright (Baltimore, 1 de gener de 1908 — 14 de setembre de 1989) va ser un periodista i guionista de cinema nord-americà. És conegut sobretot per haver col·laborat en el guió de L'enemic públic pel qual va ser nominat a l'Óscar al millor argument. A causa de la seva afiliació al Partit Comunista dels Estats Units va ser objecte de la caça de bruixes del senador McCarthy, la qual cosa el va portar a establir-se a Mèxic.

## Biografia
A principis dels anys 1930 Bright va entrar a treballar per a la productora Warner Bros. com a guionista. De 1931 és precisament la seva pel·lícula més coneguda: L'enemic públic (William A. Wellman), per la qual va ser nominat a l'Óscar al millor argument. El 1933, juntament amb altres col·legues, va impulsar la creació de l'Screen Writers Guild (Sindicat d'Escriptors Cinematogràfics), organització gremial d'ideologia progressista i enfrontada a la conservadora Screen Playwrights. El 1934 va ser membre d'un comitè de guionistes que recol·lectava fons per a la campanya electoral al càrrec de governador de Califòrnia del candidat demòcrata i també escriptor Upton Sinclair. El 1936 es va afiliar a la secció de Hollywood del Partit Comunista dels Estats Units, militància que mantindria fins a principis dels anys 1950.

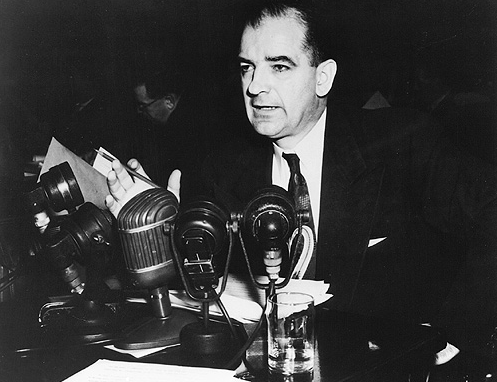
La caça de bruixes del senador McCarthy va perseguir Bright.

En entrar Estats Units a la Segona Guerra Mundial, Bright va intentar allistar-se. Tot i això, els informes negatius de l'FBI, que el definien com a «antifeixista prematur», li van impedir ingressar en qualsevol unitat de combat. Finalment va ser admès a la Guàrdia Costera, en què va col·laborar en la realització de documentals propagandístics. En acabar el conflicte bèl·lic va tornar al món del cinema, però li va resultar difícil de reinserir-s'hi.
A finals dels anys 1940, ja amb l'anticomunisme en plena ebullició, va rebre la proposta del productor Robert Fellows d'entrar a col·laborar a la productora de John Wayne si prèviament delatava altres membres del Partit Comunista. Fellows li va garantir l'anonimat de la denúncia si hi col·laborava. Bright va decidir llavors exiliar-se a Mèxic, on es va reunir amb altres perseguits pel macartisme. El 1951 va ser denunciat davant el Comitè d'Activitats Antiamericanes per diverses persones i inclòs a la llista negra. A Mèxic va col·laborar en el guió de La rebel·lió dels penjats (Emilio Fernández, 1954), signant amb el pseudònim Hal Croves.
Bright va tornar als Estats Units el 1959 i va treballar com a assessor literari. Des d'aquesta ocupació, encara va contribuir a impulsar el rodatge de Johnny va prendre el seu fusell (Dalton Trumbo, 1971). Va morir el 1989.

## Filmografia seleccionada
- Smart Money (1931)
- The Public Enemy (1931)
- Blonde Crazy (1931)
- The Crowd Roars (1932)
- Three on a Match (1932)
- Taxi! (1932)
- If I Had a Million (1932)
- She Done Him Wrong (1933)
- San Quentin (1937)
- Sherlock Holmes and the Voice of Terror (1942)
- The Brave Bulls (1951)

## Guardons
Premis Óscar
| Any  | CategoriaAcadèmia de les Arts i les Ciències Cinematogràfiques | Resultat         |         |
| ---- | -------------------------------------------------------------- | ---------------- | ------- |
| 1931 | Millor argument                                                | The Public Enemy | Nominat |